# Guerra de guerrillas en la península ibérica durante las guerras napoleónicas

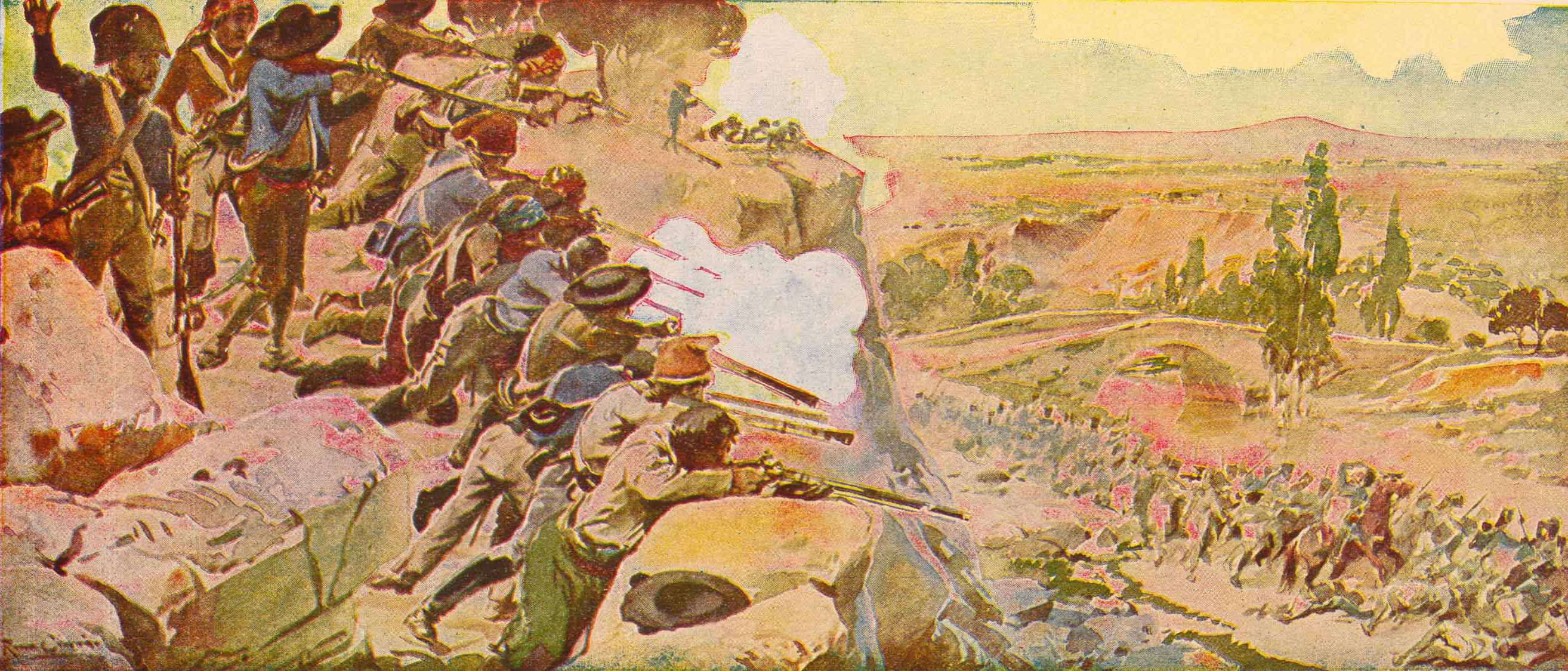
Alfredo Roque Gameiro (1907): Acuarela de guerrillas atacando a columna de tropas francesas.

La guerra de guerrillas en la península ibérica durante las guerras napoleónicas se refiere a las acciones armadas llevadas a cabo en España por tropas no regulares contra el Grande Armée de Napoleón durante las guerras napoleónicas. Estos grupos armados acosaban constantemente al ejército francés y, en palabras de un oficial prusiano adscrito al ejército invasor, «cuando llegábamos, ellos desaparecieron, cuando nos marchábamos, ellos aparecieron —estaban en todas partes y en ninguna— y no tenían ningún centro tangible a que atacar». La fase de guerra napoleónica librada en la península ibérica fue muy significativo en ser la primera vez en la historia de Europa que se usó la guerra de guerrillas a un nivel tan extendido, y que tuvo como consecuencia la necesidad por parte de Napoleón Bonaparte de destacar tropas en la península ibérica, en detrimento de otras operaciones que llevaba a cabo en otras partes del continente europeo.
El hostigamiento de las guerrillas sobre las tropas francesas llevó a Napoleón a referirse al conflicto armado en la península como la «úlcera española». Ese hostigamiento llegó a tales extremos que, al final, los mensajeros franceses irían escoltados por 200 hombres de caballería y los despachos enviados por el nuevo rey José I Bonaparte de Madrid a París se enviaban protegidos por 1500 soldados hasta la frontera con Francia.
Aunque tanto en Portugal como en España —sobre todo en Cataluña y Valencia, donde miles de miqueletes o somatenes bien organizados habían demostrado ya su efectividad en la sublevación de Cataluña de 1640 y en la guerra de Sucesión española de 1701-1714,— fue durante la invasión de Portugal y la guerra de independencia española que estas fuerzas armadas se extenderían por toda la península. Las guerrillas fueron muy eficaces atacando a la Grande Armée en su retaguardia, sobre todo en sus líneas de comunicación y suministro, hasta tal punto que el propio Napoleón comentaría que el «desgraciado asunto español» le «había matado». Un listado de 1812 cifra en 38 520, divididos en 22 bandas, el número de guerrillas en España, es decir, sin contar los de Portugal.
Muy conscientes del éxito de las guerrillas, tanto en sus acciones en las zonas rurales como urbanas, el 28 de diciembre de 1808 la Junta Central Suprema publica el Reglamento de partidas y Cuadrillas, un decreto que regulaba la formación de las guerrillas. Se publicarían otros decretos el año siguiente, como el decreto que autoriza al corso terrestre quedarse todo el dinero, suministros y equipamiento que consiguieron arrebatar de los franceses. Poco a poco, se irían incorporando a estos grupos en el ejército regular y muchos de sus «cabecillas» adquieren los rangos militares correspondientes.
Por otra parte, destacados militares como Enrique José O'Donnell, sucesor de Joaquín Blake, encargado de reestructurar al Ejército de Cataluña, y que abogaba por tropas regulares bien formadas, se enfrentaba a la junta local, que argumentaba que las tropas regulares habían sido derrotadas una y otra vez por el ejército francés, abogaba por las acciones de los miqueletes y somatenes.
Aunque las atrocidades cometidos en tiempos de guerra por todos las fuerzas implicadas, son numerosos las cometidas por las guerrillas, posiblemente por no estar sometidas a la disciplina militar.

## Motivaciones e ideologías de las guerrillas
Parte del fenómeno de la guerrilla tiene su explicación en el bandidaje que resulta de la grave crisis que, desde 1790, atraviesa España por la escasez de recursos agrícolas, y agravada por las guerras. Crisis que se agrava de nuevo con la de subsistencias de 1811, que mató de hambre a 200 000 personas. Por otra parte, en muchos casos, las partidas de guerrilleros las forman los desertores de los ejércitos de España derrotados.
Aunque el factor movilizador no siempre está claro, en muchos casos, como en el caso de Jerónimo Merino, el Cura, la decisión de convertirse en guerrillero es la defensa de la tradición católica y monárquica, es decir, el absolutismo. Sin embargo, otros guerrilleros destacados, como Porlier, Mina y el Empecinado, serán conocidos, al menos después de 1814, por su liberalismo. Posiblemente relacionado con ese hecho es el dicho «viva el rey Fernando y continuemos robando».

## Aragón
Entre los numerosos guerrilleros de la zona, destacan Ramón Gayán quien, con su hermano Mariano y su amigo Antonio Lomba, crean, inmediatamente tras el levantamiento del 24 de mayo de 1808, «los Escopeteros», más tarde conocidos como los «Tiradores de Cariñena». Poco después, Blake le encarga a Pedro Villacampa, quien más tarde llegaría a ser capitán general de Madrid, crear una división formada por todas las guerrillas que operan en la zona.

## La Mancha

### La Brigada Holandesa
Hacia finales de 1809, los daños causados por la guerrilla llevó al despliegue de la Brigada Holandesa, bajo las órdenes del general Chassé para la lucha, generalmente infructuosa, contra la guerrilla en La Mancha. En enero del año siguiente, cerca de Lerma, un destacamento de 100 hombres al mando del capitán Sprenger, derrotó a 900 guerrilleros a caballo. En abril, Chassé estableció su cuartel en Almagro e interceptó 15 000 merinos que estaban siendo llevados a Portugal por los guerrillas, siguiendo instrucciones de la Junta Central. A mediados de junio, la brigada, ya con solo 600 hombres y 260 caballos se estableció en Manzanares con el fin de erradicar a la guerrilla local, pero sin mucho éxito. Cuando el teniente coronel Aberson ocupó Villanueva de los Infantes como base para sus patrullas, el pueblo, aprovechando la ausencia del grueso de la tropa, atacó a los holandeses, quienes se refugiaron en la iglesia, donde estuvieron asediados durante varios días hasta que Chassé y Aberson pudieron rescatarles.
Entre las bandas de la zona, la más destacada fue la del sacerdote Jerónimo Merino, el Cura que, el 10 de julio de 1810, ayudada por la banda del también sacerdote, Tapia, atacó dos batallones de tropas francesas —más de dos cientos hombres—, en Almazán, cerca de Soria.
A partir de diciembre de 1810 la brigada se dedicó, casi exclusivamente, y sin éxito, a la búsqueda del guerrillero Francisco Abad Moreno, el Chaleco, cuya banda de hombres montados, al incorporarse a los Húsares de Valdepeñas un año más tarde, sumaba ya 300 jinetes.

## Acciones destacadas
- 6 de junio de 1808: una de las primeras acciones de lo que podría considerase una guerrilla tiene lugar en Bruch cuando varios centenares de voluntarios llevan a cabo una emboscada a una columna de tropas napolitanas del ejército francés. La retirada de la columna por los varios pueblos de la zona se ve también entorpecida por las agresiones de sus habitantes.[6]
- Verano de 1808: el guerrillero aragonés Fernando García Marín, un veterano de la guerra del Rosellón, actuando por orden de Palafox, despliega a sus Voluntarios de Jaca para cortar el paso de Canfranc y otros pasos adyacentes, llegando incluso a adentrarse en Francia.[14]

- Batalla de Puente Sanpayo (1809): el ejército del mariscal Michel Ney fue derrotado por el ejército español y en su huida fue atacado por guerrilleros.

- En febrero de 1811, Masséna, incapaz de mantener su asedio a Wellesley detrás de las líneas de Torres Vedras, comenzó una retirada hacia Salamanca, a donde llegó el 11 de abril. Durante la retirada, perdió a 25 000 hombres, de los cuales más de la mitad fueron víctimas de enfermedades y del hostigamiento de la guerrilla.[4]

- Mayo de 1811: En la llamada sorpresa de Arlabán (1811), unos 3000-4500 hombres, con Francisco Espoz y Mina al mando, emboscaron y capturaron el grueso de un convoy de cinco kilómetros formado de 150 carros y 1050 prisioneros, escoltados por 1600 tropas francesas bajo el mando del coronel Laffitte. El valor del botín se ha calculado en cuatro millones de reales. En la acción se liberaron 1042 prisioneros británicos, portugueses y españoles. Espoz vuelve a atacar a los franceses el año siguiente en el mismo lugar.

- Agosto de 1812: Los guerrilleros de Bartolomeo Muño capturan los siete carruajes del embajador francés al corte del rey José.[6]

## Guerrilleros destacados
Algunos de los guerrilleros más destacados fueron:
- José Romeu y Parras
- Ramón Noriega García[6]
- Miguel Quero[6]
- Pablo Morillo[6]
- Francisco Puga[6]
- Don Julián Sánchez[6]
- Toribio Bustamente, el Caracol[6]
- Ambrosio Carmena, el Pellejero[6]
- Juan Palarea, el Médico[6]
- Francisco Abad Moreno "Chaleco"[6]
- Agustina de Aragón
- Francisco Espoz y Mina
- Joaquín Ibáñez, barón de Eroles[6]
- Francisco de Longa
- Juan Martín Díez, el Empecinado[6]
- Jerónimo Merino, el Cura (1769-1844),[6]
- Martín Javier Mina y Larrea[15]
- Tomás de Zumalacárregui
- Julián Sánchez
- Francisco Sánchez Fernández, el Tío Camuñas